# Kronoinspektör
Kronoinspektör är en förrättningsman vid Kronofogdemyndigheten i Sverige. Förrättningsmannen utför tvångsåtgärder på ansökan av den person som begär verkställighet och på dennes vägnar. Kronoinspektörens arbetsuppgifter består i att utreda en skuldsatts ekonomi och fatta beslut om tvångsåtgärder som utmätning av fast eller lös egendom eller utmätning i lön. I dessa beslut ska beaktas såväl borgenärens rätt till betalning som gäldenärens skydd mot alltför ingripande åtgärder. Samtidigt måste alla tjänsteåtgärder ske med författningsstöd, främst i Utsökningsbalken (1981:774) och utsökningsförordningen (1981:981).
Förrättningsmannen beslutar självständigt om såväl utmätning som att använda tvångsåtgärder, till exempel att genomsöka en bostad.
Kronoinspektörer har även andra arbetsuppgifter som att verkställa avhysningar, handräckning, kvarstadsbeslut och beslut om betalningssäkring. Arbetet bedrivs i team med upp till 20 medlemmar där alla har samma roller. För att anställas som kronoinspektörsaspirant krävs att man vid högskolan har studerat juridik, ekonomi, beteendevetenskap eller andra för arbetet lämpliga ämnen. Kronoinspektörsaspiranterna utbildas sedan internt vid Kronofogdemyndigheten under 6-18 månader. År 2011 fanns det ca 800 kronoinspektörer anställda vid Kronofogdemyndigheten i Sverige.